# Kalinów Nowy
Kalinów Nowy (ukr. Новий Калинів, Nowyj Kałyniw) – miasto na Ukrainie w rejonie samborskim obwodu lwowskiego, liczy 4233 mieszkańców (2020), dla porównania w 2001 było ich 3584. Prawa miejskie otrzymał w 2005 roku.
W pobliżu miasta znajduje się lotnisko Kalinów Nowy.